# Elektrické blues

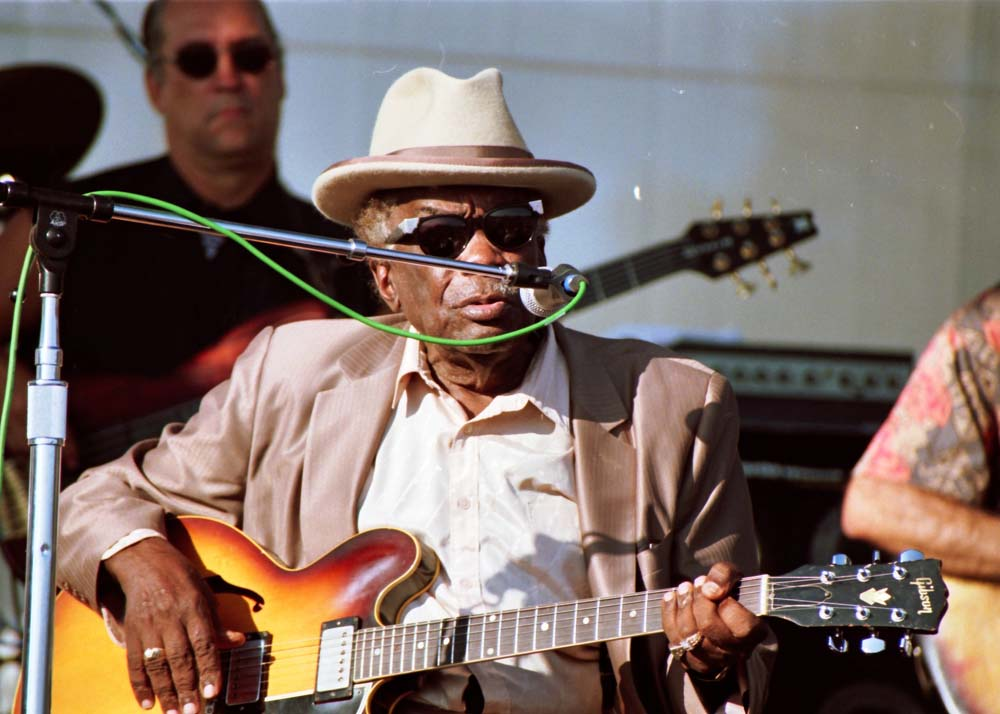
John Lee Hooker vytvořil svůj kreativní typ blues, který se může nazývat "guitar boogie"

Elektrické blues je typ bluesové hudby, který se vyvinul v Texasu a Chicagu ve státě Illinois ve čtyřicátých letech minulého století. Typické nástroje jsou baskytara, bicí, saxofon, harmonika a zesílená elektrická kytara.
Žánr později absorbovaly rock and roll, rock, britské blues a v neposlední řadě i blues-rock. Popularity dosahoval v šedesátých letech minulého století.
Experimentovali s ním hudebníci jako například Led Zeppelin, Rolling Stones, Cream, Eric Clapton či The Yardbirds.
Mezi některé umělce tohoto žánru mimo jiné patří
- Bo Diddley
- Joe Bonamassa
- Eric Clapton
- Cream
- Bob Dylan
- Fleetwood Mac
- Rory Gallagher
- Buddy Guy
- Slim Harpo
- Jeff Healey
- Jimi Hendrix
- John Lee Hooker
- Howlin' Wolf
- Elmore James
- Albert King
- B. B. King
- Freddie King
- Led Zeppelin
- John Mayall
- Pappo
- Jimmy Reed
- The Rolling Stones
- Eric Sardinas
- Kenny Wayne Shepherd
- Derek Trucks
- Jimmie Vaughan
- Stevie Ray Vaughan
- T-Bone Walker
- Muddy Waters
- Johnny Winter
- The Yardbirds